# Brooksville (Oklahoma)
Brooksville è un comune degli Stati Uniti d'America, situato nello Stato dell'Oklahoma, nella contea di Pottawatomie.